# Snowtown
Snowtown es una película de 2011 sobre los asesinatos de Snowtown dirigida por Justin Kurzel y escrita por Shaun Grant.
Screen Australia anunció en marzo de 2010 que financiaría la película.  Finalmente, se estrenó en el Festival de Cine de Adelaide 2011 y ganó el "Premio del Público", llegando a ser elegida como una de las siete películas alrededor del mundo que fueron mostradas en las competencias de la Semana Internacional de la Crítica que se llevó a cabo en paralelo con el Festival de Cannes 2011. La trama está basada en los suburbios del norte de Adelaida, donde un asesino en serie conoce a un adolescente y lo convierte en su cómplice.

## Elenco
- Daniel Henshall como John Bunting.
- Lucas Pittaway
- Louise Harris